# Медичи, Лоренцо (1599—1648)
Лоре́нцо Ме́дичи (итал. Lorenzo de' Medici), или Лоре́нцо, сын Фердина́ндо Ме́дичи (итал. Lorenzo di Ferdinando de' Medici; 1 августа 1599, Флоренция, Великое герцогство Тосканское — 15 ноября 1648, там же) — принц из дома Медичи, сын Фердинанда I, великого герцога Тосканы; испанский гранд и дон. Коллекционер и дипломат.

## Биография

### Семья и ранние годы
Родился во Флоренции 1 августа 1599 года в многодетной семье великого герцога Фердинанда I и великой герцогини Кристины, французской принцессы из Лотарингского дома. По отцовской линии приходился внуком герцогу Флоренции и великому герцогу Тосканы Козимо I и герцогине Элеоноре, урождённой грандессе из известного кастильского рода Альба. По материнской линии был внуком герцога Лотарингии Карла III и герцогини Клод, дочери французского короля Генриха II и королевы Екатерины Медичи. Принц был крещён в октябре 1600 года.
Обучался вместе с братьями. Учителями Лоренцо были Галилео Галилей, Бенедетто Кастелли, Джироламо Меркурьяле. Кроме естественных и гуманитарных дисциплин, принцу также преподавали верховую езду, фехтование, танцы и игру в пилоту. Ещё одним увлечением Лоренцо была охота. В феврале 1609 года, после смерти отца, он унаследовал  Виллу Петрайя, Ла Топая, Кашине, Треббьо и Монтеветтолини, владения в Муджелло, Понтассьеве, Скарперии, Пизе и Ливорно. Согласно завещанию великого герцога Фердинанда I все его младшие сыновья получили солидное содержание, чтобы каждый из них мог заключить брак с представительницей владетельного дома и основать боковые ветви династии Медичи. В 1617—1628 годах двор во Флоренции вёл переговоры о женитьбе Лоренцо, сначала на принцессе из дома Пико, герцогов Мирандолы, после на принцессе из дома Карафа, наследнице княжества Стильяно и герцогства Саббьонеты. Однако переговоры никчему не привели.

### Придворная жизнь
В 1621 году, после смерти великого герцога Козимо II, Лоренцо остался единственным взрослым мужчиной правящего дома при тосканском дворе. Вместе с регентами, матерью и вдовой старшего брата, он участвовал в управлении феодом при несовершеннолетнем племяннике, великом герцоге Фердинанде II. Другой старший брат Лоренцо, кардинал Карло Медичи, редко бывал во Флоренции. Принцу были доверены дипломатические связи с правящими домами. Несмотря на то, что его не интересовала военная карьера, он получил звание генералиссимуса армии великого герцога тосканского и звание великого коннетабля военного Ордена Святого Стефана, хотя никогда не участвовал в войнах и сражениях. Принца привлекали турниры, футбол, собачьи бега, скачки, театр и музыка.

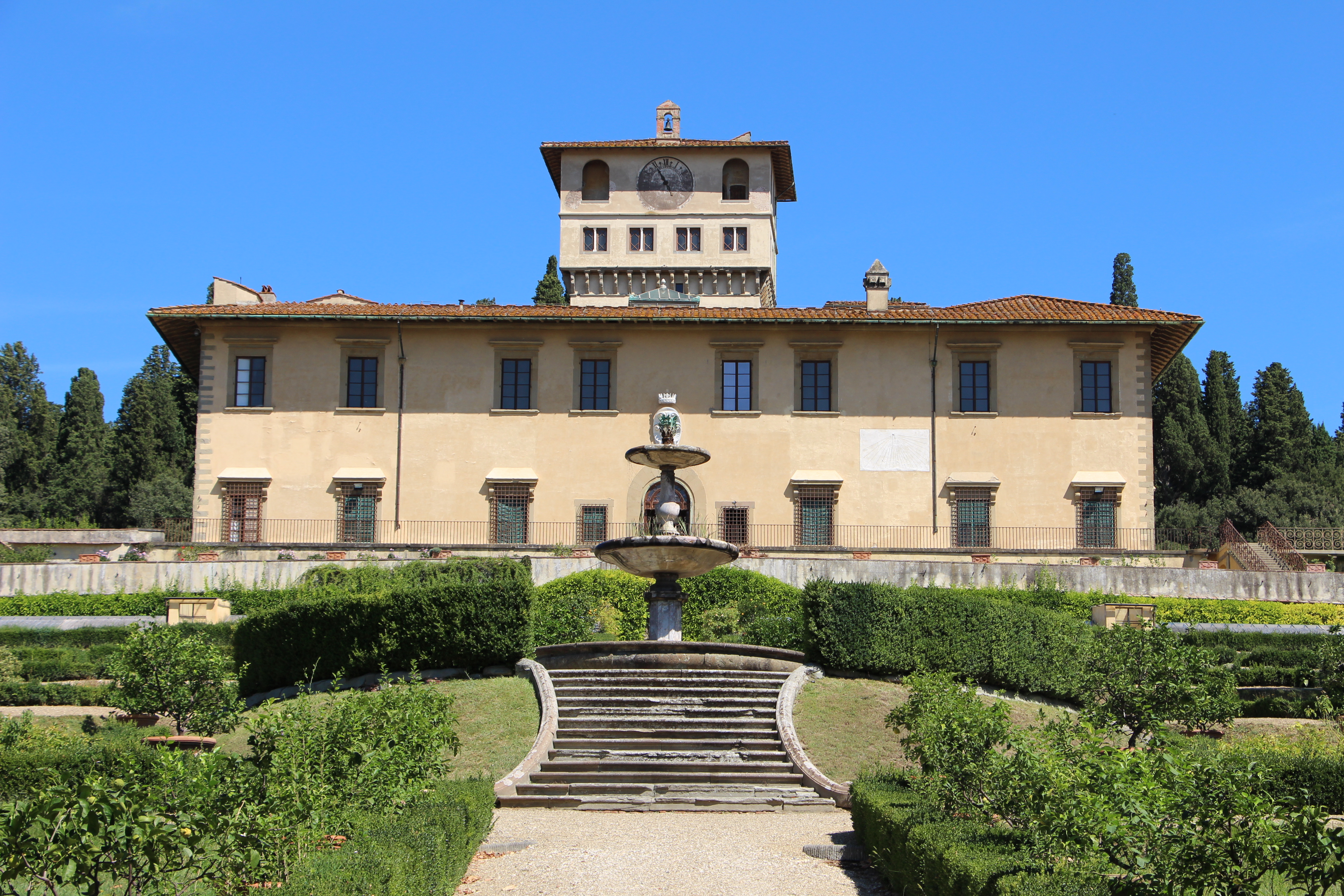
Вилла Петрайя, загородная резиденция Лоренцо Медичи

В июле 1621 года Лоренцо переехал во дворец Парионе во Флоренции, который унаследовал от дядьки Джованни Медичи. Здесь он проводил собрания театральных групп — Академии непостоянных (итал. Accademia degli Incostanti), Общества согласных (итал. Compagnia dei Concordi), а затем Общества непоколебимых (итал. Compagnia degli Immobili). Лоренцо не отличался крепким здоровьем. Злоупотреблял излишествами в еде. Много путешествовал с образовательными и дипломатическими целями по итальянским и германским государствам. В 1617 году был в Мантуе на свадьбе сестры Екатерины и герцога Фердинанда Гонзага. В 1619 году инкогнито побывал в Урбинском, Мантуанском, Моденском и Пармском герцогствах, Венецианской и Генуэзской республиках. В 1621 году посетил Папское государство и совершил паломничество в Лорето. Во время этой поездки принц гостил у сестры Клавдии и её супруга, герцога Федерико Убальдо Делла Ровере.
В 1623 году возглавил посольство великого герцогства, отправленное в Урбино за овдовевшей сестрой принца и её дочерью Викторией. Двор во Флоренции поручил Лоренцо решение вопросов, связанных с наследством его племянницы. С этой целью он посетил Рим, чтобы заручиться поддержкой римского папы Урбана VIII. В 1626 году сопровождал сестру Клавдию в Инсбрук на свадьбу с эрцгерцогом Леопольдом Габсбургом. Лоренцо думал поступить на службу в Имперскую армию и участвовать в войне с протестантами в Чехии. Вместо этого, посетив двор в Мюнхене, некоторое время он гостил у лотарингского герцога при дворе в Нанси. Затем прибыл в штаб армии императора в Вольфсбурге. В декабре 1626 года эпидемия чумы заставила его покинуть армию и вернуться во Флоренцию. В 1635 году Лоренцо снова посетил в Венецию.

### Коллекционер
После реконструкции  Виллы Петрайя в окрестностях Флоренции, которой занимался архитектор Джулио Париджи, принц сделал её своей загородной резиденцией и поручил расписать фресками известному живописцу Бальдассарре Франческини. Здесь в 1630—1640-х годах им была собрана богатейшая коллекция произведений искусства, включавшая скульптуры Микеланджело, Джамболоньи, Сузини, гравюры Альбрехта Дюрера и Жака Калло, картины итальянских живописцев Джованни да Сан-Джованни, Карло Дольчи, Франческо Фурини, Чезаре и Винченцо Дандини, Леонардо Феррони, Орацио Фидани, Джованны Гарцони, Артемизии Джентилески, Бальдассарре Франческини, Доменико и Валоре Казини, Баччо дель Бьянко и Стефано делла Белла, а также фламандских живописцев Питера Пауля Рубенса, Юстуса Сустерманса, Антониса Ван Дейка.

### Поздние годы и смерть
Последние несколько лет имел серьёзные проблемы со здоровьем, у него усилились подагра и артрит. Умер 15 ноября 1648 года во Флоренции. Завещал всё своё имущество племяннику, великому герцогу Фердинанду II с просьбой раздать некоторую его часть родственникам и слугам, а также потратить на милостыню бедным и заупокойные богослужения. Похоронен в капелле Медичи в базилике Святого Лаврентия во Флоренции. В 1857 году при первой эксгумации останков Лоренцо Медичи в его могиле обнаружили почти истлевшие кости и одежду. Последняя соответствовала испанской моде XVII века. Удалось установить, что принца похоронили в жилете из фиолетового бархата шитого золотом и в фетровой шляпе с перьями.